# 열팽창
열팽창(熱膨脹, thermal expansion)이란 물질이 열을 받았을 때 그 부피가 커지는 현상을 말한다. 이유는 물질을 이루는 입자들이 열을 받음으로 인해 운동에너지가 커져 입자 운동이 활발해지기 때문이다. 금속의 경우 열팽창 될 때 변형되는 길이(Δl)는 변한 온도(ΔT), 섭씨 0도에서의 원래 금속 길이(l)와 1차비례하며 계수는 α로 표시한다. 식은 다음과 같다.
```
Δl=lα*ΔT
```

부피도 마찬가지로 위의 식에서 길이 l 대신 부피 V를, 계수 α 대신 β를 넣어서 표시하면 된다. 즉, ΔV=Vβ*ΔT이다. β=3α라는 근사가 있다.
이 근사에 대해서 정육면체로 상황을 단순화하면,
팽창한 부피 V' = V+ΔV = (1+β*ΔT)V이며, V'= (L'_x)(L'_y)(L'_z) = (1+α*ΔT)^3(L_x)(L_y)(L_z) = (1+α*ΔT)^3 * V이다.
따라서 (1+β*ΔT)=(1+α*ΔT)^3이며, α가 매우 작은 값이므로 α^n (n이 2이상일 때)를 0으로 처리(infinitesimal, 무한소)하여
(1+β*ΔT)=(1 + 3α*ΔT)
즉 β=3α이다.

## 열팽창 계수
열팽창 계수(coefficient of thermal expansion)

## 액체의 열팽창
액체는 고체와는 달리 일정한 모양이 없기 때문에 액체의 열팽창인 경우에는 체적 팽창만이 생각된다. 액체의 팽창계수는 고체의 경우와 동일하게 정의된다. 즉, 액체의 온도를 1K만큼 높였을 때에 체적이 팽창하는 비율이 그 액체의 팽창 계수이다.  액체의 체적 팽창 계수를 자세히 조사해 보면 온도에 따라서 조금씩 다른 값을 갖고 있다. 보통은 20°C의 값을 나타낸다. 또한, 알코올 온도계나 수은 온도계는 이들 액체의 규칙적인 체적 팽창을 이용한 것이다.

### 물의 열팽창
액체의 온도를 올리면 그 체적은 팽창한다. 그러나 물만은 특별해서 0°C에서 4°C까지는 온도를 올리면 체적이 작아지는 성질이 있다. 그러나 4°C 이상은 보통의 액체와 같이 온도의 상승과 함께 체적도 증가한다. 체적이 변해도 질량에는 변화가 없으므로 물은 4°C일 때 밀도가 가장 크다.

## 같이 보기
- 열팽창 계수